# 燕子李三

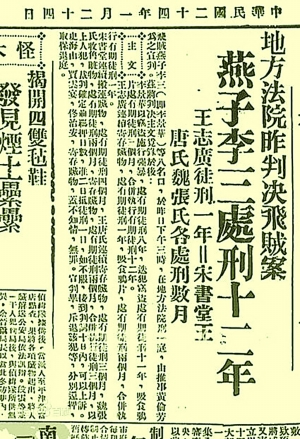
民国时期有关燕子李三的报纸

燕子李三是中国近代流传于民间传说中的人物，名號也有許多小偷效仿。
由于他行踪诡异，每次偷盗后，为显示自己的本领，时常把一只用白纸叠成的“燕子”插在作案的地方。“燕子李三”的名头即由此而来。他因时常劫富济贫，为人所称道，而被人称为侠盗，与大刀王五、义士霍元甲并称为“幽燕三侠”之一。，而“幽燕三侠”三人皆是晚清十大高手之三。

## 生平
历史上存在多个自称“燕子李三”的人，根據現存資料，最主要有4人。

- 李雲龍（1837年－?年），乳名「小龍兒」。據史書文獻資料記載，他是年代最早的「燕子李三」，也就是第一個燕子李三，擅長輕功飛簷走壁。[2]

- 李芬 （1868年－1933年）。柳溪在《燕子李三傳奇》中提到燕子李三的出生地在薊縣。 根據上倉鎮政府的資料記載，李芬:號祥甫，生於清朝同治七年(公元1868年)，因肝病卒於中華民國二十二年(公元1933年)，時年65歲。 上倉鎮程家莊的碑文上也有義士李芬的記載。 這位李三生前並未獲得燕子李三的榮譽稱號，只是憑一部文學作品在身後被追認為燕子李三。[2]李芬的武藝雖然高強，但並不像傳說中那樣有絕頂的輕功，在後人不斷傳送演繹的情況下變成了今天後人杜撰出的「燕子李三」。[3]

- 李鴻（1898年－1936年），字景華。1898年出生于河北涿州，自幼随叔父流落到沧州，并在此落脚。沧州是著名的武术之乡，李景华自幼拜师习武。由于他禀赋较好，身体轻快，渐渐练就一身武艺，爬墙上树易如反掌，非一般人所能及。李景华从小就小偷小摸，后来跟着沧州一个卖艺班子到河南洛阳等地卖艺时戏班子住处丢了东西，老板怀疑是李景华所为，遂将其驅離戏班。景华由于生活所迫，便开始四处偷盗，曾在河南、湖北等地屡屡作案，有一次竟然偷了洛阳警备司令白坚武家的财物，因而名声大振。
据说他为了增强本领，曾隐姓埋名到少林寺学艺，经过几年的磨練，武功大进。此后，他沿着平汉线来到平津一带大量作案，许多权贵都遭到他的光顾，每次作案后都要将一个纸折的“燕子”插在作案的地方，不久以后便有了“燕子李三”的名头。在后来的一次偷盗中，为官兵所围捕。1935年1月，北平地方法院判处李三12年徒刑。为防止李三逃跑，把他的脚手全用重犯的枷锁拘禁起来，李三1936年春死于监狱。[4][5][6]

- 李聖武（1919年－1949年），又名李化天，乳名吉順。山東的李聖武是離我們年代最近的一個燕子李三，由於其個人吃喝嫖賭的卑鄙行徑，於1949年6月24日在江蘇徐州被捕 ，在濟南市人民法院被依法判處死刑，並於1949年10月27日在濟南「十二馬路北卡子外」被執行槍決，結束了他臭名昭著惡貫滿滿的一生。[2]16歲跟劉鴻吉學拳術、刀箭、爬杆、登房、星夜行搶等。[7]

## 燕子李三列表
| 姓名                                                    | 外號                           | 出身地                     | 成名武學                   | 備註 |
| 燕子李三                                                | 燕子李三                       | 燕子李三                   | 燕子李三                   | 燕子李三 |
| ------------------------------------------------------- | ------------------------------ | -------------------------- | -------------------------- | --- |
| 燕子李三， 歷史上曾經有好幾個人用過「燕子李三」的名號。 | 李雲龍， 乳名「小龍兒」        | 河北滄州獻縣臨河鄉東鎮上村 | 輕功、飛簷走壁             | （1837年－?年）。據史書文獻資料記載，他是年代最早的「燕子李三」，擅長輕功飛簷走壁。                                                                                            |
| 燕子李三， 歷史上曾經有好幾個人用過「燕子李三」的名號。 | 李芬                           | 薊縣                       | 輕功                       | （1868年－1933年）。這位李三生前並未獲得燕子李三的榮譽稱號，只是憑一部文學作品在身後被追認為燕子李三。                                                                         |
| 燕子李三， 歷史上曾經有好幾個人用過「燕子李三」的名號。 | 李鴻， 字景華。                | 河北涿州                   | 少林                       | （1898年－1936年）。历史上存在多个自称“燕子李三”的人，其中最和原型接近的一个是河北涿州的老“燕子李三”李景华。                                                                   |
| 燕子李三， 歷史上曾經有好幾個人用過「燕子李三」的名號。 | 李聖武 又名李化天， 乳名吉順。 | 禹城縣小李莊（今屬禹城市） | 刀箭、爬杆、登房、星夜行搶 | （1919年－1949年）。山東的李聖武是最近代一個燕子李三，於1949年6月24日在江蘇徐州被捕 ，在濟南市人民法院被依法判處死刑，並於1949年10月27日在濟南「十二馬路北卡子外」被執行槍決。 |

## 影响
由于“燕子李三”名声在外，同时一些高来高去的飞贼也自夸是燕子李三，便于掩护自己的真实身份，而民间和官府又将各种无头盗案归结到其名号上。因此，燕子李三被官府擒杀后，其他地区又出现了多个自称或被讹传的“李三犯案”，燕子李三也逐渐成了当时活跃在北方平津冀鲁地区的许多飞贼共用的代號。

## 轶闻
民间传闻燕子李三武功盖世，尤其擅长轻功和缩骨功等绝技。轻功可以使他飞檐走壁、来去自由，缩骨功可以使他在极小的空间隐藏，难以被守卫发现。事实上，燕子李三或许确有蹿房越脊的本领，但所谓轻功盖世可能和他常年习武、身体灵活矫健有关；所谓缩骨功也并不存在。至于燕子李三在盗窃中极少失手，是因为每次作案前都要经过周密细致的摸底和部署，并配有特殊作案工具，以达到不留痕迹的效果。

## 影视形象
燕子李三死后，以其生平事迹改编的著作和电影开始出现。直到现在，燕子李三依然是活跃在文艺作品中的传奇人物。目前相关影视作品包括：
- 1971年，李至善、刘寿华导演台湾电影《燕子李三》 陈鸿烈 （饰演）
- 1986年，罗国良导演大陆电视剧《燕子李三传奇》 王光权（饰演）
- 1996年，萧笙导演，北京电影制片厂与香港金鼎影业公司联合出品电影《神偷燕子李三》 元彪（饰演）
- 1998年，王新民导演大陆电视剧《燕子李三》 张立（饰演）
- 2013年，金霖导演大陆电视剧《熱血奇侠燕子李三》赵毅（饰演）
- 2013年，国建勇导演大陆电视剧《决战燕子门》杨烁（饰演）
- 2013年，王新民导演大陆电视剧《新燕子李三》 刘峰（饰演）

## 延伸阅读
[在维基数据编辑]